# 高岡市立中田中学校
高岡市立中田中学校（たかおかしりつ なかだちゅうがっこう）は、富山県高岡市にある市立中学校。

## 沿革
- 1947年
  - 4月19日 - 中田町立中田小学校（高岡市立中田小学校に統合され現存せず）を仮校舎とし、東礪波郡の中田町、般若野村、東般若村および射水郡浅井村の3ヶ村組合立の中学校として開校[2]。同時に校章を制定[3]。
  - 10月25日 - 組合議会にて独立校舎の建設が議決される[2]。
- 1949年3月21日 - 旧軍需工場を移築した木造平屋建て普通教室12室、宿直、使丁、炊事の各室が落成[4]。
- 1950年11月3日 - 総坪188坪ステージ付きの講堂兼体育館が竣工[5]。同日、校歌を制定（大島又雄〔富山大学教授〕作詞、室崎琴月作曲）[3]。
- 1951年
  - 3月11日 - 運動場の設置が議決され、以降3,114坪の敷地を買収[6]。
  - 6月11日 - 木造2階建て普通教室4、職員室、会議室、校長兼応接室、放送室など校舎前館が竣工[5]。
- 1952年5月5日 - 50間（90.1 m）に60間（109 m）の運動場が新設される[6]。
- 1953年9月 - 校舎の東側半分の廊下の床板の張り替えおよび普通教室2室、理科室、同準備室に改善および全校の水道施設の工事を行う[6]。
- 1954年
  - 4月 - 中田町と般若野村の合併および浅井村が大門町へ、東般若村が砺波市へ合併したことに伴い、中田町外1市1町組合立となる[7]。
  - 6月 - 自転車置場、倉庫、職員便所が竣工[7]。
  - 12月 - 炊事場の改造、後館の床張り替えが完了[7]。
- 1955年6月 - 自転車置場を造設[7]。
- 1957年11月3日 - 特別教室1棟（図書、理科、調理、被服）が落成[8]。
- 1960年
  - 11月3日 - 同窓会の寄附により校旗が樹立[3]。
  - 同年中 - 東棟を木工金工室に改造、体育館の窓金網、暗幕、下足置場、新館便所、粘土窯場が設けられる[8]。
- 1962年8月 - 給食場を改造し、プロパンガス釜などを新設。同年10月から週6日の完全給食を実施[8]。
- 1966年
  - 2月 - 鉄筋コンクリート3階建ての校舎（建設は前田建設が請負）が完成[9]。
  - 2月18日 - 高岡市外1市1町組合立中学校となる[8]。
  - 3月3日から3月6日まで - 新校舎への移転作業を実施。また、この頃までに体育館（建設は前田建設が請負）の建設が進んだ[9]。
  - 3月7日 - 新校舎での授業を開始[9]。
- 1970年
  - 5月11日 - プールの建設に着手[10]。
  - 7月27日 - プール（25m6コース）完工式[10]。

## 著名な出身者
- 松下武義（実業家）